# 30. Kavallerie-Brigade (Deutsches Kaiserreich)
Die 30. Kavallerie-Brigade war ein Großverband der Preußischen Armee.

## Geschichte
Die 30.  Kavallerie-Brigade wurde zum 1. April 1890  im lothringischen Saarburg neu aufgestellt, nachdem ihre Vorgängerin in 33. Kavallerie-Brigade umbenannt worden war.  
Sie war bis zum Ausbruch des Ersten Weltkrieges Teil der 30. Division, die dem XV. Armee-Korps mit Sitz in Straßburg zugeordnet war. Mit Kriegsbeginn gehörte sie zur 7. Kavallerie-Division, die Teil des  Höheren Kavallerie-Kommandos 3, geführt von General Rudolf von Frommel, war.

### Standorte
- 1890 bis 1912 Saarburg (Lothringen)
- 1912 bis 1919 Metz

### Gliederung
- 1890 bis 1896

Ulanen-Regiment „Großherzog Friedrich von Baden“ (Rheinisches) Nr. 7, Ulanen-Regiment „Graf Haeseler“ (2. Brandenburgisches) Nr. 11
- 1896 bis 1912

Ulanen-Regiment Graf Haeseler (2. Brandenburgisches) Nr. 11, Schleswig-Holsteinisches Ulanen-Regiment Nr. 15
- 1912 bis 1914

3. Schlesisches Dragoner-Regiment Nr. 15, 2. Rheinisches Husaren-Regiment Nr. 9
- Kriegsgliederung bei Mobilmachung 1914

Wie vor
- Kriegsgliederung am 22. August 1918

Wie vor, zusätzlich Dragoner-Regiment „Königin Olga“ (1. Württembergisches) Nr. 25

### Erster Weltkrieg
Die Brigade war bis Anfang Oktober 1916  an der Westfront eingesetzt. Mit dem Kriegseintritt Rumäniens wurde sie an die Ostfrtont verlegt, wo sie bis zu ihrer Zurückverlegung in den Westen Mitte Januar 1917 verblieb. Zu den Kampfhandlungen, Gefechten und Schlachten siehe Kampfgeschehen der 7. Kavallerie-Division.
Am 27. Mai 1918 wurde die Brigade in  Kavallerie-Schützen-Kommando 30 umbenannt.

### Brigadekommandeure
| Name                           | Datum                                |
| ------------------------------ | ------------------------------------ |
| Ferdinand von Zeppelin         | 1. April 1890 bis 17. November 1890  |
| Hans von Engel                 | 18. November 1890 bis 14. Juli 1892  |
| August Freiherr von Bißing     | 15. Juli 1893 bis 5. Juni 1896       |
| Conrad von Colmar              | 6. Juni 1896 bis 19. Juli 1898       |
| Emil von Benzinger             | 20. Juli 1898 bis 17. August 1901    |
| Claus von Bredow               | 18. August 1901 bis 6. Januar 1904   |
| Franz von Issendorff           | 7. Januar 1904 bis 17. August 1906   |
| Werner Freiherr von Waldenfels | 18. August 1906 bis 19. April 1910   |
| Maximilian von Bitter          | 20. April 1910 bis 24. Juli 1911     |
| Kurt von Koscielski            | 25. Juli 1911 bis 30. September 1912 |
| Raimund von Pelet-Narbonne     | 1. Oktober 1912 bis 2. Februar 1914  |
| Ernst von Zieten               | 3. Februar 1914 bis 1. August 1914   |
| Wilhelm von Graevenitz         | 2. August 1914 bis 19. Oktober 1914  |
| Georg Saenger                  | 20. Oktober 1914 bis 7. Juli 1916    |
| Adolf von Normann-Loshausen    | 8. Juli 1916 bis 4. März 1918        |
| Paul Ludendorff                | 5. März 1918 bis 17. Mai 1918        |
| Günther von Bresler            | 18. Mai 1918 bis 26. Mai 1918        |
| William von Günther            | 27. Mai 1918 bis 10. September 1918  |
| Walter von Jagov               | 11. September 1918 bis Kriegsende    |